# Grönwalls
Grönwalls är ett dansband från Hässleholm i Sverige som bildades 1991. Bandet vann Svenska dansbandsmästerskapen i Sunne i augusti 1992. Stora hitlåtar av bandet är bland annat Du ringde från Flen 1993 och Ett liv tillsammans, skriven av Calle Kindbom och Peo Pettersson, som var etta på Svensktoppen 1995, samt Regn i mitt hjärta från 1996.
Merparten av de ordinarie medlemmarna i Grönwalls driver även sidoprojektet Grönrock, som i mitten av 2008 nådde stora framgångar för en serie spelningar med Dan Hylander. I oktober 2008 meddelade man att man tog en "time out" från årsskiftet 2008–2009.

## Banduppsättning

### Medlemmar
- Monia Sjöström – sång
- Niclas Brandt – keyboard och sång
- Mikael Andersen – akustisk gitarr och sång
- Johan Danving – trummor
- Theo Nilsson – gitarr
- Sid Andersson – bas

### Tidigare medlemmar
- Camilla Lindén – sång 1999–2001
- Madlén Trasthe – sång 2001–2004
- Thomas Wennerström – bas 2003–2008
- Mattias Fredriksson – bas, 2008–2009
- Johan Fredriksson – trummor,2008–2009
- Andy Lundberg – trummor 2000–2008
- Peter Clarinsson - trummor 1991-2000 och 2011-2022
- Peter Espinoza - gitarr okänt vilka år

## Diskografi

### Studioalbum
- Du har det där – (1992)
- Högt i det blå – (1993)
- En plats i solen – (1994)
- Jag ringer upp – (1995)
- Bara vi och månen – (1997)
- Vem – (1999)
- Visa vad du går för – (2000)
- En på miljonen – (2005)

### Samlingsalbum / Div. album
- Du ringde från Flen – (1994)
- Ett liv tillsammans – (1996)
- På begäran – (1997)
- Regn i mitt hjärta – (1998)
- I varje andetag – (1999)
- Tillbaks igen – (2000)
- Du ringde från Flen - Grönwalls bästa – (2008)
- Favoriter 1 (2011)

## Melodier på Svensktoppen
- Du ringde från Flen – 1993
- Du har det där – 1993
- Ett liv tillsammans – 1995
- En plats i Solen – 1995
- Jag ringer upp – 1996
- Regn i mitt hjärta – 1997
- Nu i dag – 1997
- Bara vi och månen – 1997
- I varje andetag – 1998–1999
- Vem – 1999–2000
- Ännu en dag – 2000
- Tillbaks igen – 2000

### Testades på Svensktoppen men missade listan
- För den kärlek jag känner – 1992 (8 november) (singel 1992)
- Årets sång – 1993
- Du är den jag håller kär – 1995
- Vägen till mitt hjärta – 1998–1999
- Rör vid mig – 2000
- Stjärnorna vet – 2002
- Falling in Love – 2006